# Carsten Gosdeck
Carsten Gosdeck (* 12. März 1979 in Köln) ist ein ehemaliger deutscher Eishockeyspieler, der im Verlauf seiner Karriere für die Revierlöwen Oberhausen, Iserlohn Roosters und Krefeld Pinguine in der Deutschen Eishockey Liga (DEL) auflief sowie zahlreiche weitere Spielzeiten in der 2. Bundesliga bzw. DEL2 sowie in der Oberliga verbrachte. Nach dem Ende seiner Spielerkarriere schlug er eine Trainerlaufbahn ein, ist seit seinem Rücktritt bei der EG Diez-Limburg im Februar 2024 aber vereinslos.

## Karriere
Gosdeck begann bereits im Alter von vier Jahren mit dem Eishockeysport im Nachwuchsbereich des Kölner EC. Er trägt die Rückennummer 97 nach seinem ersten Profijahr in der Saison 1997/98 bei den Revierlöwen Oberhausen, in deren Mannschaft er – ausgenommen der Saison 1999/2000, wo er beim EC Bad Nauheim spielte – bis zur Saison 2001/02 zum Einsatz kam. Nach dem Ausscheiden der Revierlöwen aus der DEL im Sommer 2002 blieb er in der DEL und wechselte zu den Iserlohn Roosters, von denen er nach 30 Einsätzen während der Saison 2002/03 nach Bad Nauheim in die 2. Bundesliga wechselte. Nach dem Ende des Spielbetriebs des EC Bad Nauheim im Sommer 2004 wechselte er für die Saison 2004/05 zu den Krefeld Pinguinen.
Im Sommer 2005 kehrte Gosdeck in die 2. Bundesliga zurück, wo er zunächst bis zum Ende der 2006/07 bei den Moskitos Essen unter Vertrag stand. Am Jahresende 2006 wurde sein Vertrag gekündigt und Gosdeck wechselte für den Rest der Saison zum EV Landsberg, bevor er einen Vertrag für die Saison 2007/08 bei den Lausitzer Füchsen unterschrieb. Nachdem er bei den Lausitzer Füchsen mit 56 Punkten in 58 Spielen maßgeblich am Klassenerhalt beteiligt war, wechselte er im Sommer 2008 zum Ligakonkurrenten SC Riessersee. Dort wurde er von Trainer Kim Collins nur in der vierten Angriffsreihe eingesetzt und fühlte sich nicht wohl. Daher kehrte er im Januar 2009 zu den Lausitzer Füchsen zurück.
Zur Saison 2010/11 erhielt Gosdeck einen Vertrag bei Fischtown Pinguins aus Bremerhaven, für die er bis 2012 spielte. Dabei hatte er mit mehreren Verletzungen zu kämpfen, unter anderem wurde ihm im August 2011 in Bozen die Milz entfernt. Im Mai 2015 wechselte er von den Eislöwen zum DEL2-Absteiger Heilbronner Falken in die Oberliga. Am 29. Januar 2017 bestritt Carsten Gosdeck sein 1000. Profispiel im Alter von 37 Jahren. Im April 2017 wechselte er von den EC Hannover Indians zu den Black Dragons nach Erfurt.
Seine größten sportlichen Erfolge waren das Erreichen eines Playoff-Viertelfinales in der DEL mit den Revierlöwen und drei Teilnahmen am Playoff-Halbfinale in der 2. Bundesliga, zweimal mit dem EC Bad Nauheim und einmal mit den Lausitzer Füchsen.

### Trainerlaufbahn
Ab der Saison 2019/20 war Carsten Gosdeck als Cheftrainer für den ESC Kempten tätig, zunächst in der Landesliga und ab der Saison 2020/21 in der Bayernliga. Im Sommer 2022 legt er das Traineramt nieder und wurde Marketingmanager und Sponsorenbeauftragter des Vereins. Zur Saison 2023/24 kehrte er hinter die Bande zurück und übernahm die EG Diez-Limburg in der BeNe League. Im Februar 2024 trat er von diesem Posten zurück.

## Karrierestatistik
(Legende zur Spielerstatistik: Sp oder GP = absolvierte Spiele; T oder G = erzielte Tore; V oder A = erzielte Assists; Pkt oder Pts = erzielte Scorerpunkte; SM oder PIM = erhaltene Strafminuten; +/− = Plus/Minus-Bilanz; PP = erzielte Überzahltore; SH = erzielte Unterzahltore; GW = erzielte Siegtore; 1 Play-downs/Relegation; Kursiv: Statistik nicht vollständig)